# Mongoumba
Mongoumba este un oraș din Republica Centrafricană.